# عين البزة
عين البُزَة مورد مياه، وإحدى العيون الحارة الواقعة في منطقة جازان جنوب المملكة العربية السعودية، تقع عين البزة جنوب مجرى وادي جازان على خط العارضة وهي على بعد 53 كم من مدينة جازان، وهي تنبع من أكمة صخرية وتنحدر متدفقة بين شجيرات من النخيل والحلفاء، وتشاهد أبخرتها المتصاعدة قبل وصولك إليها بمسافة نصف كيلومتر، وأرضها سبخة بدرجة حرارة أقل من الوغرة بقليل، وموقعها شرق قرية أم القضب جهة وادي شهدان.